# Sara (Band)
Sara ist eine finnische Alternative-Rock/Metal- und Electronica-Band aus Kaskinen.

## Bandgeschichte
Sara wurde Mitte der 1990er-Jahre von Jorma Korhonen, Antti Tuomivirta, Tommi Koivikko und Kristian Udd in der kleinen Küstenstadt Kaskinen gegründet. 1997 kam Schlagzeuger Eetu Uusitalo hinzu. 1999 nahm Sara beim Ääni ja vimma, dem größten Musikwettbewerb Finnlands für Newcomer teil, und gewann ihn, worauf die Band kurz danach einen Plattenvertrag bei dem Label Kråklund Records erhielt. Im Frühjahr 2000 erschien dort das Debütalbum Narupatsaat.
2001 schied Eetu Uusitalo aus der Band aus und wurde durch Niko Leminen ersetzt. Kromi (dt. Chrom), das zweite Album, erschien 2002 und stieg auf Platz 9 in die finnischen Album-Charts ein. Schon im nächsten Jahr erschien das dritte Album Saattue. Es war in den Charts mit Platz 27 nicht ganz so erfolgreich wie sein Vorgänger, aber mit dem Lied Ylimäärä (dt. Verstehen), bei dem sie von Diablo-Sänger Rainer Nygård Unterstützung erhielten, steigt die erste Single der Band in die Charts ein und erreicht Platz 16.
Danach legte die Band für drei Jahre eine Pause ein, um im Anschluss mit dem Schlagzeuger Andreas Bäcklund, der 2005 zur Band stieß, neu zu beginnen. Sie fanden in Universal Music ein neues Plattenlabel und veröffentlichten dort im September 2006 ihr viertes Album He kutsuivat luokseen, das auf Platz 12 in die Charts einstieg. Die daraus ausgekoppelte Single Momentum erreichte sogar Platz 4.
Am 21. Mai 2008 erschien mit Veden äärelle das fünfte und bisher erfolgreichste Album von Sara.
Sara begannen sich 2013 musikalisch neu zu orientieren, weshalb die beiden Gitarristen Antti Tuomivirta und Tommi Koivikko die Band verließen und Marko Kivelä als Keyboarder hinzustieß. Der neue Musikstil vereint Einflüsse aus Synth Pop und moderner Elektronik mit den bekannten melodisch-melancholischen Kompositionen und Texten der Band. 2015 erschien die EP mit dem Namen Ainoat Hereillä, die erster Teil einer konzeptuellen Trilogie werden soll. Am 11. Dezember desselben Jahres wurde mit Tyhmä pieni elämä die zweite EP veröffentlicht. Nach der dritten EP im Februar erschien am 24. März 2016 das Album Solus als Download via ITunes, welches die Songs der drei EPs kompiliert. Wenig später wurde das Album auch im CD- und Vinylformat über das eigene Musiklabel 6162 Viihde Oy veröffentlicht und es erschien mit Hidas eine neue Download-Single. Bereits am 30. Dezember 2016 erfolgte mit Hyvä sää die nächste, vom Album unabhängige Single-Veröffentlichung. Am 25. Mai 2018 erschien mit Avaa se ovi die erste Single des aktuellen Albums Summa; dessen Veröffentlichung am 28. September desselben Jahres die zweite Single Ethän vielä kuole einherging. Am 21. Mai 2021 erschien die Single Sileä Tie (dt. „Glatte Straße“) als Vorreiter des neunten Studioalbums. Am 20. Januar 2022 erschien das neunte Album mit dem Titel Pimeys, das verglichen mit seinen beiden Vorgängern wieder deutlich gitarrenlastiger ist.

## Diskografie

### Alben
- 2000: Narupatsaat (CD; Kråklund Records)
- 2002: Kromi (CD; Kråklund Records)
- 2003: Saattue (CD; Kråklund Records)
- 2006: He kutsuivat luokseen (CD; Universal Music)
- 2008: Veden äärelle (CD; Universal Music) Erschien zudem in limitierter Box.
- 2012: Se Keinuttaa Meitä Ajassa (CD; Mercury)
- 2016: Solus (CD/LP/AAC/MP3; 6162 Viihde Oy)
- 2018: Summa (CD/LP/AAC; 6162 Viihde Oy)
- 2022: Pimeys (CD, 6162 Viihde Oy)
- 2025: Hallava (CD, 6162 Viihde Oy)

### EPs
- 2012: Instrumental EP (CD; Mercury)
- 2015: Ainoat Hereillä (AAC/MP3; 6162 Viihde Oy)
- 2015: Tyhmä pieni elämä (AAC/MP3; 6162 Viihde Oy)
- 2016: Synkkä Matkustaja (AAC/MP3; 6162 Viihde Oy)

### Singles
- 1999: Silmiin & sydämiin (CD; Kråklund Records)
- 2000: Seuraa (CD; Kråklund Records)
- 2001: Tanssiin (CD; Kråklund Records)
- 2002: KSK (MP3; Kråklund Records)
- 2003: Ylimäärä (CD; Kråklund Records)
- 2006: Huokaus (CDR; Mercury) Promo-Single.
- 2006: Momentum (CD; Kråklund Records)
- 2006: Vielä muodostan varjoni (CDR; Mercury) Promo-Single.
- 2008: Laine kerrallaan (maa oli tuolla jossain kun päivät muuttuivat vuosiksi) (CD; Mercury)
- 2008: Kartta Rinnassa (CDR; Mercury) Promo-Single.
- 2008: Rauhan aika (CDR; Mercury) Promo-Single.
- 2008: Pitelet Taivasta (CDR; Mercury) Promo-Single.
- 2011: Yhtenä iltana (CDR; Mercury) Promo-Single.
- 2012: Se Keinuttaa Meitä Ajassa (CDR; Mercury) Promo-Single.
- 2012: Hiljaiset Siivet (CDR; Mercury) Promo-Single.
- 2016: Hidas (AAC; 6162 Viihde Oy)
- 2016: Hyvä sää (FLAC/MP3; 6162 Viihde Oy)
- 2017: Tulva / Kaikki on yhtä (FLAC/MP3; 6162 Viihde Oy)
- 2017: Tyhjää (FLAC/MP3; 6162 Viihde Oy)
- 2018: Avaa se ovi (AAC; 6162 Viihde Oy)
- 2018: Ethän vielä kuole (AAC; 6162 Viihde Oy)
- 2021: Sileä Tie (AAC, 6162 Viihde Oy)
- 2021: Se osa joka rikkoo (AAC, 6162 Viihde Oy)
- 2022: Taivas feat. Jun-His (AAC, 6162 Viihde Oy)

## Musikvideos
- 2001: Tanssiin
- 2006: Vielä muodostan varjoni
- 2007: Pyyhit vuodet kasvoiltasi
- 2008: Laine kerrallaan (Maa oli tuolla jossain...)
- 2008: Rauhan aika
- 2011: Yhtenä iltana
- 2012: Se Keinuttaa Meitä Ajassa
- 2015: Ainoat hereillä (Regie: Miikka Varila, Timo Korkeamäki)
- 2016: Helvettin (Regie: Teemu Korppinen, Jomi Kyllönen)
- 2016: Hidas (Regie: Miikka Varila, Timo Korkeamäki)
- 2017: Tyhjää (Regie: Tuukka Temonen)
- 2018: Avaa se ovi (Regie: Juha Kärkkäinen)
- 2018: Ethän vielä kuole (Regie: Juha Kärkkäinen)
- 2021: Se osa joka rikkoo (Regie: Joa Korhonen)
- 2022: Taivas (Regie: Kristina Galisova)
- 2024: Valtameri ovella